# 캘거리의 마천루 목록

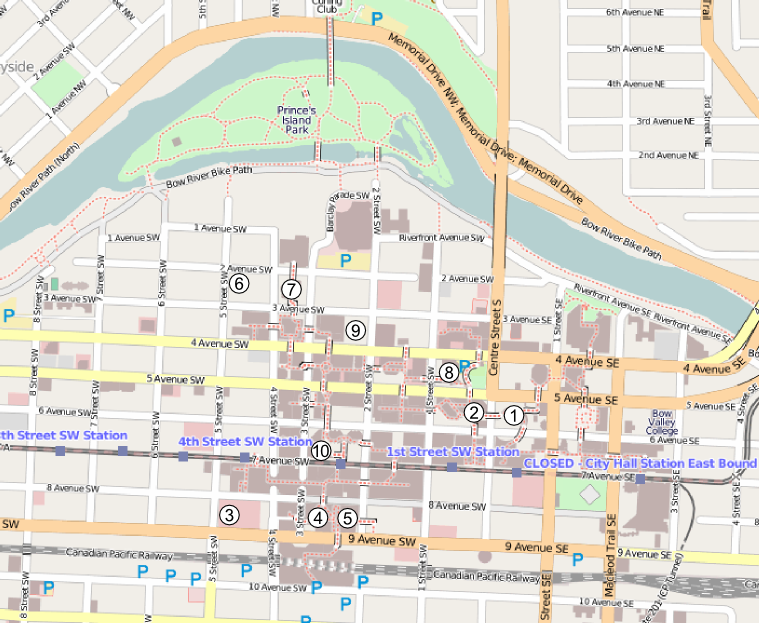
도시의 가장 높은 마천루 10곳의 위치를 보여주는 캘거리 시내지도

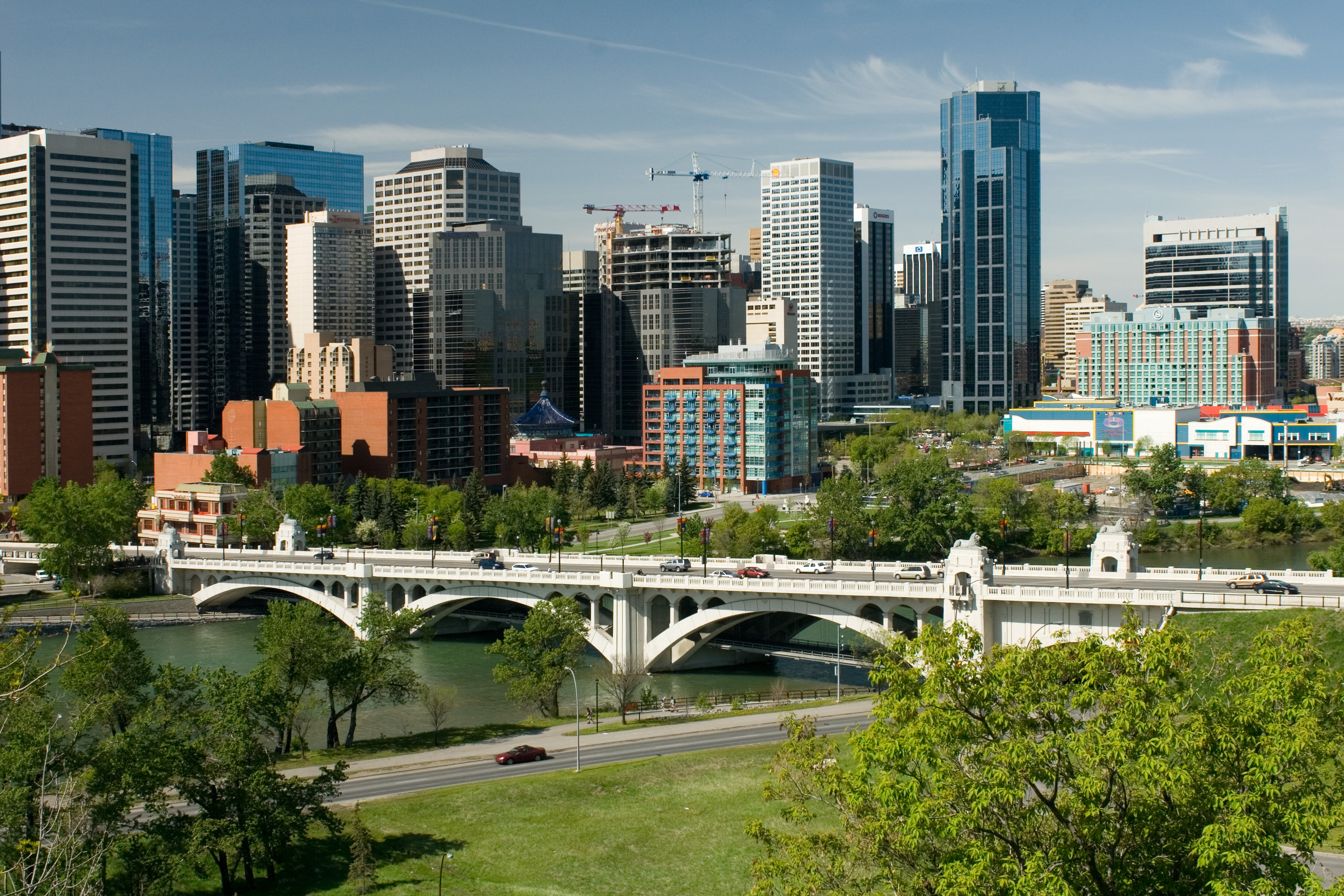
캘거리 스카이라인

시립 인구 1,267,344명 2018년 4월 1일부터 1,469,300명의 대도시 인구 캘거리는 2016년 7월 1일부터 캐나다 지방 앨버타주에서 가장 큰 대도시이자 최대 대도시다. 247 m (810 ft), 도시에서 가장 높은 건물은 브룩필드 플레이스(Brookfield Place)다. 도시에서 두 번째로 높은 건물은 더 바우는 58층에 서 있고, 236 m (774 ft)다. 이 도시에서 세 번째로 높은 마천루는 선코어 에너지 센터로 215 m (705 ft) 높이에 53층으로 지어져 있으며, 그것은 텔러스 스카이에 의해 2018년에 잡히게 될 것이며, 222 m (728 ft)와 60층으로 이루어져있다. 캘거리 타워는 비교를 위해이 목록에 포함되어 있다. 그러나 거주 가능 마천루로 간주되지 않기 때문에 순위가 매겨지지 않는다.
캘거리의 타워 역사는 그래인 익스체인지 빌딩(1910), 페어몬트 팔라이저 호텔(1914), 엘베벤 센터 빌딩 건설은 1970년대 초반까지 느리게 진행되었다. 1970년에서 1990년까지, 캘거리는 마천루 및 마천루의 주요 확장을 목격했다. 이 도시의 많은 오피스 타워는이 기간 동안 퍼스트 캐나디안 센터 및 캔테라 타워 오피스 타워와 같이 완료되었다. 1990년대 후반부터 시작하여 현재까지 계속되고 있는 캘거리의 두 번째 빌딩 확장을 경험 했음에도 불구하고 건물 건설에 있어 10년간 소강이 확장 이후에 나타났다. 현재,이 도시에는 건물이 바우 리버 및 시청에 그림자를 드리우는 것을 방지하는 높이 제한이 있지만 겨울 달은이 한도에서 제외된다. 도시에 다른 제한 사항이 없기 때문에 일부 매우 높은 건물을 허용할 수 있다. 바우 타워는 원래 1000 피트 이상 높이는 소문이 있었지만 이러한 규칙을 준수하기 위해 축소되었다. 2018년 06월 기준 캘거리(Calgary)는 35 m (115 ft) 이상 373채의 건물을 완공하고 건설중이다. 그 중 82개는 100 m (328 ft) 이상이며 시내 지역에 있다. 이것은 토론토 다운타운 뒤의 캐나다에서 두 번째로 높은 농도의 마천루다.
2018년 10월 기준, 건설중인 100 m (328 ft) 이상에 11개의 마천루가 있으며, 100 m (328 ft)가 넘는 34개의 마천루가 승인되고 제안되었으며, 건설 중인 35 m (115 ft) 이상의 마천루 56개가 건설이 승인되었다. 캘거리에서 건설을 제안했다. 이 마천루 붐 이후, 캘거리의 스카이라인은 극적으로 바뀌어 2016년부터 2018년 사이에 서부 캐나다에서 두 번째로 높은 마천루와 네 번째로 높은 건물 인 브룩필드 플레이스 이스트와 텔러스 스카이를 각각 추가했다.

## 마천루

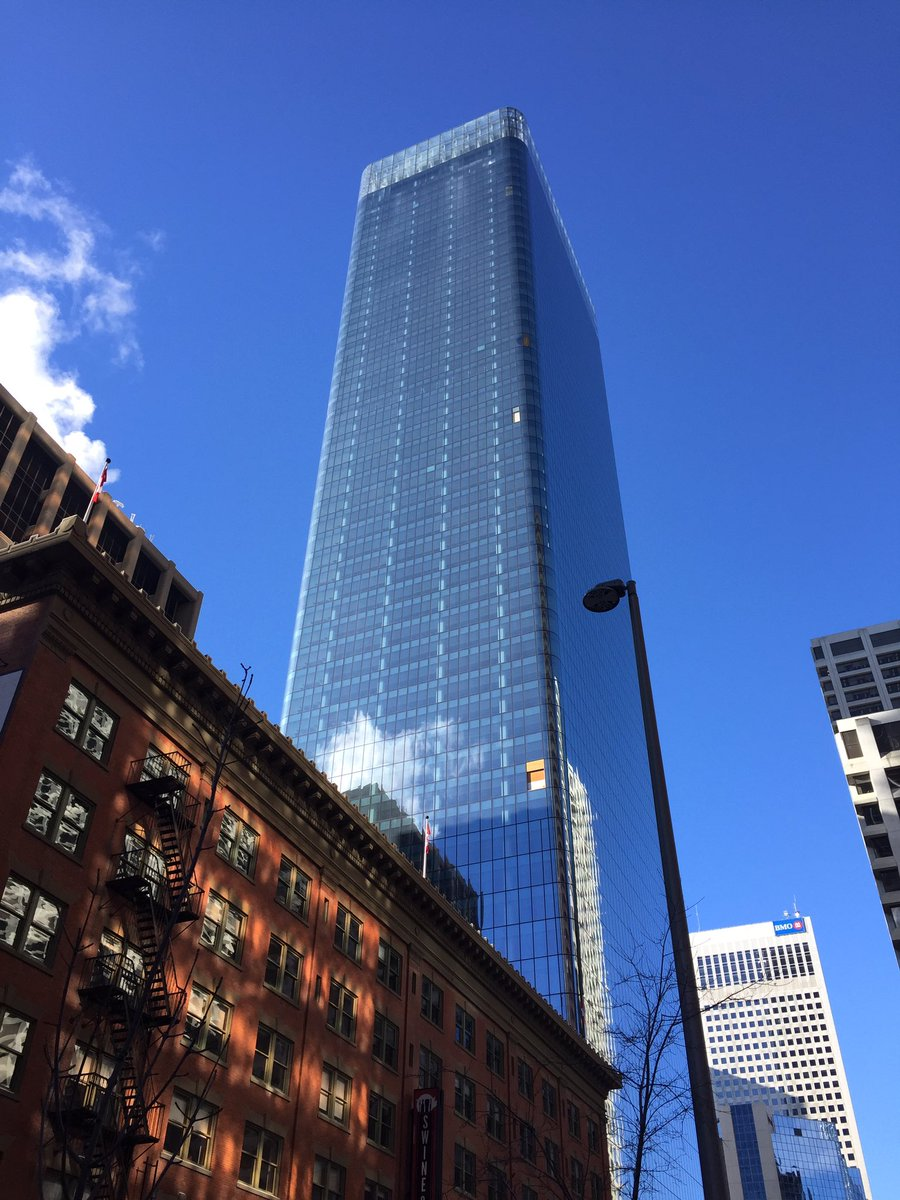
브룩필드 플레이스 이스트, 캘거리에서 가장 높은 마천루.

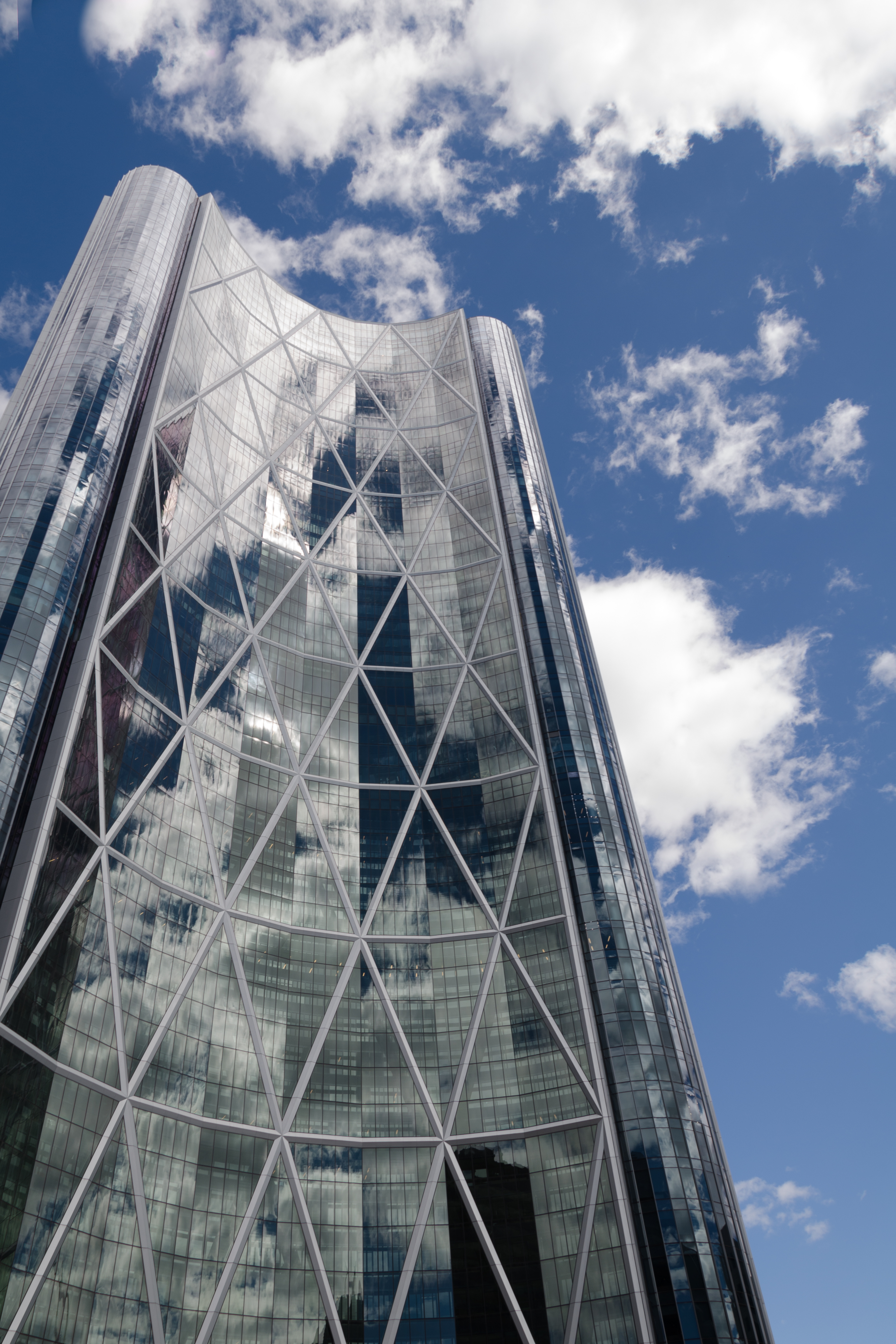
더 바우

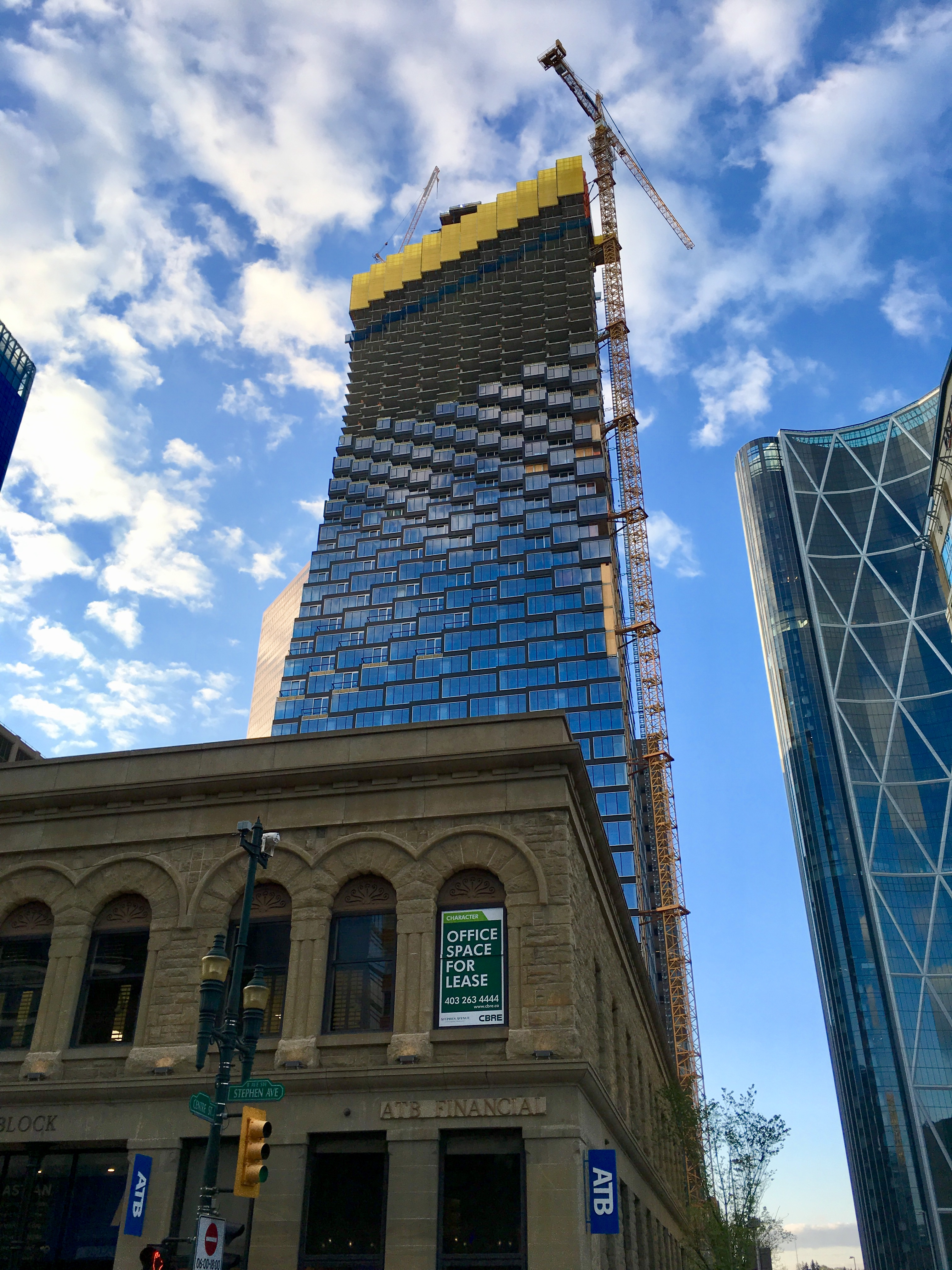
2018년 5월 텔러스 스카이 공사중

2018년 06월 기준, 캘거리에서 적어도 122 m (400 ft) 이상 서있는 38개의 완공된 마천루가 있다. 순위 뒤에 오는 등호 (=)는 두 개 이상의 건물간에 동일한 높이를 나타낸다.
| 순위 | 마천루                            | 주소                 | 높이           | 층수 | 완공됨 | 사진                         |
| ---- | --------------------------------- | -------------------- | -------------- | ---- | ------ | ---------------------------- |
| 1    | 브룩필드 플레이스 이스트          | 210 - 7 Avenue SW    | 247 m (810 ft) | 56   | 2017   | Brookfield Place East        |
| 2    | 더 바우                           | 500 Centre Street SE | 236 m (774 ft) | 58   | 2012   | The Bow                      |
| 3    | 썬코어 에너지 센터 - 웨스트       | 150 6 Avenue SW      | 215 m (705 ft) | 53   | 1984   | Suncor Energy Centre         |
| 4    | 에이트 애비뉴 플레이스 1          | 513 8 Avenue SW      | 212 m (697 ft) | 51   | 2011   | Eighth Avenue Place          |
| 5=   | 뱅커 힐 - 웨스트                  | 888 3 Street SW      | 197 m (646 ft) | 52   | 2000   | Bankers Hall - West          |
| 5=   | 뱅커 힐 - 이스트                  | 855 2 Street SW      | 197 m (646 ft) | 52   | 1989   | Bankers Hall - East          |
| N/A  | 캘거리 타워                       | 101 9th Avenue SW    | 191 m (627 ft) |      | 1968   | Tower from below             |
| 7    | 센테니얼 플레이스 - 이스트        | 520 - 3rd Avenue SW  | 182 m (597 ft) | 41   | 2010   | Centennial Place             |
| 8=   | 에이트 애비뉴 플레이스 2          | 585 8 Avenue SW      | 177 m (581 ft) | 41   | 2014   |                              |
| 8=   | 칸테라 타워                       | 400 3 Avenue SW      | 177 m (581 ft) | 45   | 1988   | Canterra Tower               |
| 8=   | 트랜스캐나다 타워                 | 450 1 Street SW      | 177 m (581 ft) | 38   | 2001   | TransCanada Tower            |
| 11   | 자미에슨 플레이스                 | 308 4 Avenue SW      | 172 m (564 ft) | 38   | 2009   | Jamieson Place               |
| 12   | 퍼스트 캐나디안 센터              | 350 7 Avenue SW      | 167 m (548 ft) | 41   | 1982   | First Canadian Centre        |
| 13   | 웨스턴 캐나디안 플레이스 - 노스   | 707 8 Avenue SW      | 164 m (538 ft) | 41   | 1983   | Western Canadian Place North |
| 14   | TD 캐나다 트러스트 타워           | 421 7 Avenue SW      | 162 m (531 ft) | 40   | 1991   | TD Canada Trust Tower        |
| 15   | 시티 센터 1                       | 215 2 Street SW      | 162 m (531 ft) | 37   | 2016   |                              |
| 16   | 스코시아 센터                     | 700 2 Street SW      | 155 m (509 ft) | 41   | 1976   | Scotia Centre                |
| 17   | 넥센 빌딩                         | 801 7 Avenue SW      | 153 m (502 ft) | 37   | 1982   | Nexen Building               |
| 18=  | 더 가디언 노스                    | 1122 3 St SE         | 147 m (482 ft) | 44   | 2016   |                              |
| 18=  | 더 가디언 사우스                  | 1188 11 Ave SE       | 147 m (482 ft) | 44   | 2016   |                              |
| 20   | 바우 빌리 스퀘어 2                | 205 5 Avenue SW      | 143 m (469 ft) | 39   | 1975   | Bow Valley Square            |
| 21   | 도메 타워                         | 333 7 Avenue SW      | 141 m (463 ft) | 35   | 1977   | Dome Tower                   |
| 22=  | 피프스 앤 피프스 빌딩             | 505 5 Avenue SW      | 140 m (460 ft) | 34   | 1980   |                              |
| 22=  | 쉘 센터 (캘거리)쉘 센터           | 4 Avenue SW          | 140 m (460 ft) | 33   | 1977   | Shell Centre                 |
| 24   | 홈 오일 타워                      | 324 8 Avenue SW      | 137 m (449 ft) | 34   | 1977   | Home Oil Tower               |
| 25   | 바우 빌리 스퀘어 4                | 205 5 Avenue SW      | 134 m (440 ft) | 37   | 1981   | Bow Valley Square            |
| 26=  | 피프스 애비뉴 플레이스 이스트     | 425 1 Street SW      | 133 m (436 ft) | 35   | 1981   | Fifth Avenue Place East      |
| 26=  | 피프스 애비뉴 플레이스 웨스트     | 237 4 Avenue SW      | 133 m (436 ft) | 35   | 1981   | Fifth Avenue Place West      |
| 28   | 썬코어 에너지 센터 - 이스트       | 111 5 Avenue SW      | 130 m (430 ft) | 33   | 1984   | Petro-Canada Centre          |
| 29   | 캘거리 코트 센터                  | 601 5th Street SW    | 129 m (423 ft) | 26   | 2007   | Calgary Courts Centre        |
| 30=  | 웨스턴 캐나디안 플레이스 - 사우스 | 707 8 Avenue SW      | 128 m (420 ft) | 32   | 1983   | Western Canadian Place South |
| 30=  | 아리바 34                         | 1111 Olympic Way SE  | 128 m (420 ft) | 34   | 2007   | Arriva Tower                 |
| 32   | 알티어스 센터                     | 500 4 Avenue SW      | 126 m (413 ft) | 32   | 1973   | Altius Centre                |
| 33=  | 엔카나 플레이스                   | 150 9 Ave SW         | 125 m (410 ft) | 31   | 1982   | EnCana Place                 |
| 33=  | 보그                              | 930 6th Avenue SW    | 125 m (410 ft) | 36   | 2017   |                              |
| 35=  | 스토크 익스체인지 타워            | 300 5 Ave SW         | 124 m (407 ft) | 31   | 1979   | Stock Exchange Tower         |
| 35=  | 휴렛 패커드 타워                  | 715 5 Ave SW         | 124 m (407 ft) | 33   | 1975   | Hewlett Packard Tower        |
| 35=  | 707 피프스                        | 707 5 Ave SW         | 124 m (407 ft) | 27   | 2017   | 707 Fifth Avenue             |
| 38   | 파이브 웨스트 이스트 타워         | 910 5th Avenue SW    | 123 m (404 ft) | 28   | 2008   | Five West East Tower         |

### 타워
| 순위 | 마천루          | 주소                    | 높이           | 완공됨 | 사진          |
| ---- | --------------- | ----------------------- | -------------- | ------ | ------------- |
| =1   | CFCN-DT 타워 1* | Old Banff Coach Road SW | 250 m (820 ft) | 1954   |               |
| =1   | CFCN-DT 타워 2* | Old Banff Coach Road SW | 250 m (820 ft) | 1954   |               |
| 3    | 캘거리 타워     | 101 9th Avenue SW       | 191 m (627 ft) | 1968   | Calgary Tower |

(*) 캘거리의 가장 큰 두 개의 구조물은 실제로 CFCN-TV의 쌍둥이 통신 타워이지만, 자체 지지물이 아니며 케이블로 조종된다. 이것은 대부분의 독립형 통신 안테나와 다르지 않다.

### 역사적인 타워
| 마천루                              | 주소                           | 높이 | 층수 | 완공됨 | 비고 | 사진                    |
| ----------------------------------- | ------------------------------ | ---- | ---- | ------ | --- | ----------------------- |
| 스카이 점프 (캐나다 올림픽 파크)    | 88 Canada Olympic Park Road SW | 90 m | n/a  | 1987   | 1988년 동계 올림픽을 위해 지어진 3개의 스키 점프 타워의 높이; 90m는 스키 점퍼가 구조물의 높이가 아니라 종점에서 이동하는 거리다. | Canada Olympic Park     |
| 엘베돈 하우스 (part of 엘베돈 센터) | 727 7th Avenue SW              | 80 m | 20   | 1960   | 캘거리의 최초 마천루 | Elveden House           |
| 페어몬트 팔라이저 호텔              | 133 9th Avenue SW              | 60 m | 12   | 1914   | 1914년부터 1958년까지 캘거리에서 가장 높은 마천루                                                                                | Fairmont Palliser Hotel |
| 그래인 익스체인지 빌딩              | 815 1st Street SW              |      | 6    | 1910   | 캘거리에서 엘리베이터가 있는 마천루                                                                                              | Grain Exchange Building |

## 프로젝트
다음은 적어도 100 m (328 ft) 상승할 계획인 캘거리에서 건설, 승인 또는 제안중인 마천루 목록이다. 2018년 6월 기준.

### 공사중
| 마천루                  | 높이           | 층수 | 사용      |
| ----------------------- | -------------- | ---- | --------- |
| 텔러스 스카이           | 222 m (728 ft) | 60   | 혼합 사용 |
| 웨스트 빌리리 타워 1    | 150 m (492 ft) | 41   | 주거      |
| 11th & 11th             | 138 m (453 ft) | 44   | 주거      |
| 매리어트 렌탈 타워      | 127 m (417 ft) | 37   | 주거      |
| 웨스트 빌리지 타워 II   | 125 m (410 ft) | ?    | 주거      |
| 원                      | 122 m (400 ft) | 37   | 주거      |
| 레지던스 인 by 매리어트 | 117 m (384 ft) | 33   | 호텔      |
| 더 로얄                 | 115 m (377 ft) | 34   | 주거      |
| 500 블록 사우스         | 112 m (367 ft) | 32   | 주거      |
| 언더우드 타워           | 103 m (338 ft) | 31   | 주거      |
| 더 도리안               | 100 m (328 ft) | 27   | 호텔      |

### 승인됨
| 마천루                      | 높이            | 층수 | 사용      |
| --------------------------- | --------------- | ---- | --------- |
| 브루클린 플레이스 웨스트    | 178 m (584 ft)  | 40   | 업무시설  |
| 633 시드                    | 167 m (548 ft)  | 46   | 혼합 사용 |
| 포트폴리오 5                | 147 m (482 ft)  | 44   | 주거      |
| 500 블록 노스               | 133 m (436 ft)  | 38   | 주거      |
| 시티 센터 2                 | 132 m (433 ft)  | 47   | 혼합 사용 |
| 커티스 블록 1               | ~130 m (427 ft) | 36   | 주거      |
| 커티스 블록 2               | ~130 m (427 ft) | 36   | 주거      |
| 커티스 블록 3               | ~130 m (427 ft) | 36   | 주거      |
| 퍼스트 캐나디안 센터 이스트 | 123 m (404 ft)  | 27   | 업무시설  |
| 101 - 11 애비뉴 SE          | 120 m (394 ft)  | 37   | 주거      |
| 펠리서 웨스트               | 118 m (387 ft)  | 26   | 업무시설  |
| 펠리서 스퀘어 2             | 118 m (387 ft)  | 26   | 업무시설  |
| W4 오 클레어                | 109 m (358 ft)  | 33   | 주거      |
| 오차드 1                    | ~100 m (328 ft) | 30   | 주거      |
| 오차드 2                    | ~100 m (328 ft) | 30   | 주거      |
| 포트폴리오 3                | ~100 m (328 ft) | 29   | 주거      |

### 제안됨/대기중
| 마천루                   | 높이            | 층수 | 사용      |
| ------------------------ | --------------- | ---- | --------- |
| 옥스퍼드 플레이스        | 262 m (860 ft)  | 62   | 업무시설  |
| 킹스 온 포어스 포스      | 210 m (689 ft)  | 47   | 혼합 사용 |
| 엘보우강 1               | 178 m (584 ft)  | 56   | 주거      |
| 엘보우강 2               | 162 m (531 ft)  | ?    | 주거      |
| 엘보우강 3               | 146 m (479 ft)  | ?    | 주거      |
| 브랜우드 컴온            | ~140 m (459 ft) | 40   | 주거      |
| 오 클레어 마켓 I         | 135 m (443 ft)  | 35   | 업무시설  |
| 1520 이스트              | 123 m (404 ft)  | 37   | 주거      |
| 12번가 애비뉴            | ~118 m (387 ft) | 38   | 주거      |
| 코너트                   | 114 m (374 ft)  | 37   | 혼합 사용 |
| 인터내셔널 호텔 익스팬션 | 110 m (361 ft)  | 29   | 호텔      |
| 미리어드 2               | ~110 m (361 ft) | 35   | 주거      |
| 1520 웨스트              | 108 m (354 ft)  | 32   | 주거      |
| 센츄리 가든              | 101 m (331 ft)  | 22   | 업무시설  |
| 서튼 플레이스 호텔       | 100 m (328 ft)  | ?    | 호텔      |
| 커리 2                   | 100 m (328 ft)  | 30   | 주거      |

## 가장 높은 마천루의 타임라인
이것은 캘거리에서 가장 높은 마천루라는 제목을 한 번 지었던 건물을 나열한다. 캘거리 타워는 마천루가 아니지만 1968년부터 1983년까지 선코 에너지 센터의 서쪽 타워를 능가하는 도시에서 가장 높은 독립형 마천루였다.
| 이름                        | 거리 주소            | 가장 긴 년 | 높이 m / ft    | 층수 | 사진                    |
| --------------------------- | -------------------- | ---------- | -------------- | ---- | ----------------------- |
| 페어몬트 팰리서 호텔        | 133 9th Avenue SW    | 1914–1958  | 60 / 197       | 12   | Fairmont Palliser Hotel |
| 엘베돈 하우스               | 727 7th Avenue SW    | 1960-1968  | 80 / 262       | 20   | Elveden House           |
| 원 캘거리 플레이스          | 330 5 Avenue SW      | 1968-1973  | 110 / 361      | 30   | One Calgary Place       |
| 알티어스 센터               | 500 4 Avenue SW      | 1973-1974  | 126 / 413      | 32   | Altius Centre           |
| 바우 빌리 스퀘어 2          | 205 5 Avenue SW      | 1974-1976  | 143 / 469      | 39   | Bow Valley Square       |
| 스코시아 센터               | 700 2 Street SW      | 1976-1982  | 155 / 509      | 41   | Scotia Centre           |
| 퍼스트 캐나디안 센터        | 350 7 Avenue SW      | 1982-1984  | 167 / 548      | 41   | First Canadian Centre   |
| 썬코어 에너지 센터 - 웨스트 | 150 6 Avenue SW      | 1984-2011  | 215 / 705      | 53   | Suncor Energy Centre    |
| 더 바우                     | 500 Centre Street SE | 2011–2017  | 236 / 774      | 58   | The Bow                 |
| 브룩필드 플레이스 이스트    | 210 - 7 Avenue SW    | 2017–현재  | 247 m (810 ft) | 56   | Brookfield Place East   |

## 기타 마천루

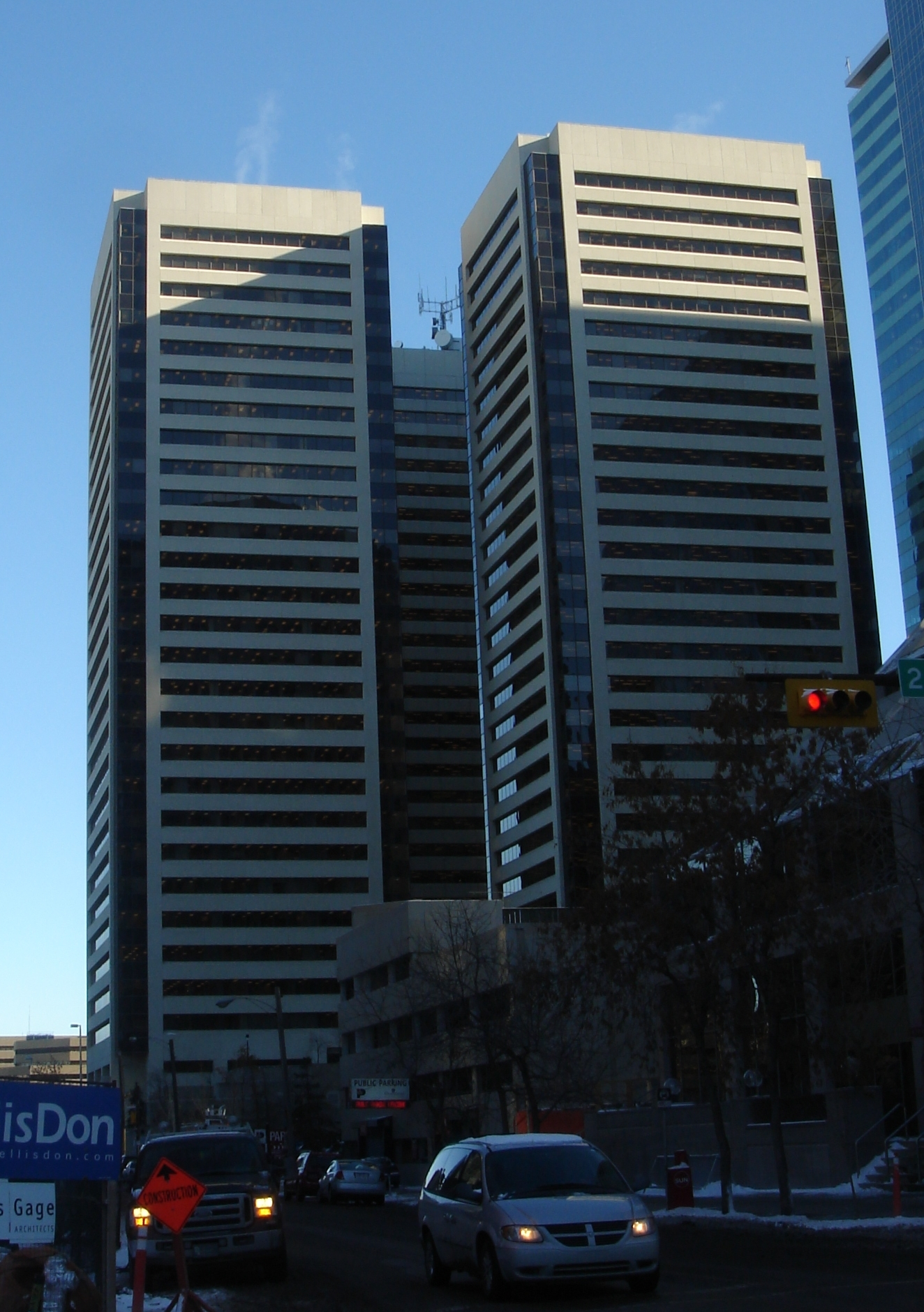
선 라이프 플라자
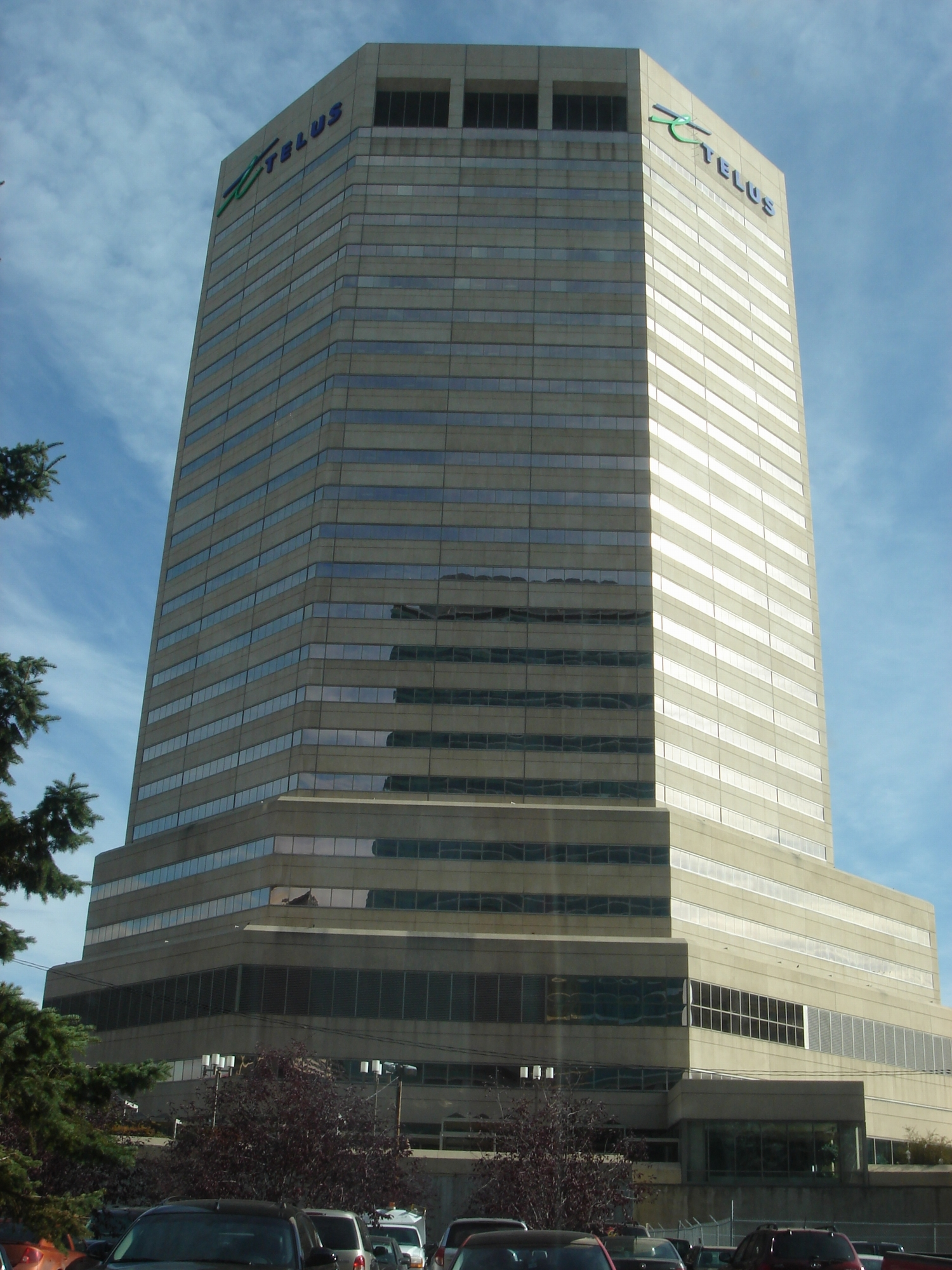
텔러스 빌딩
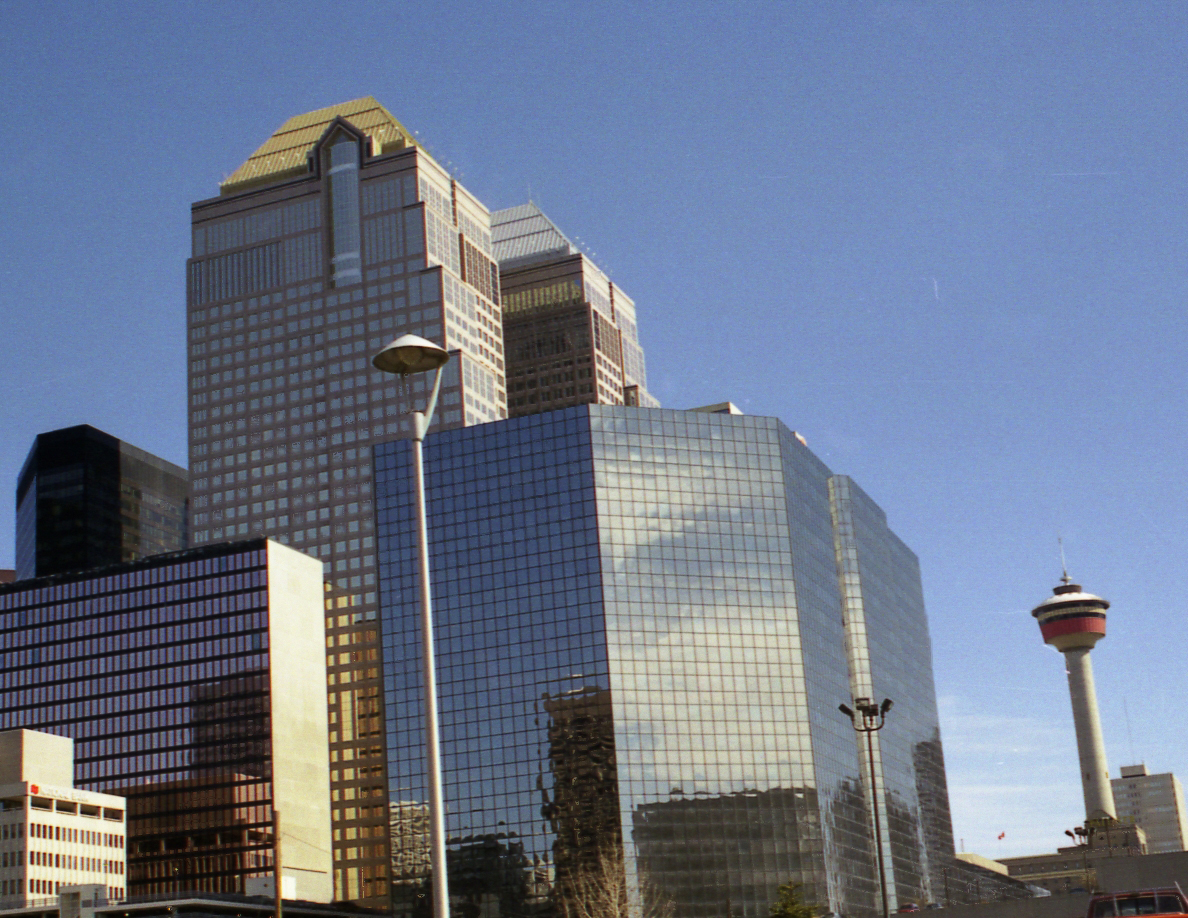
걸프 캐나다 스퀘어
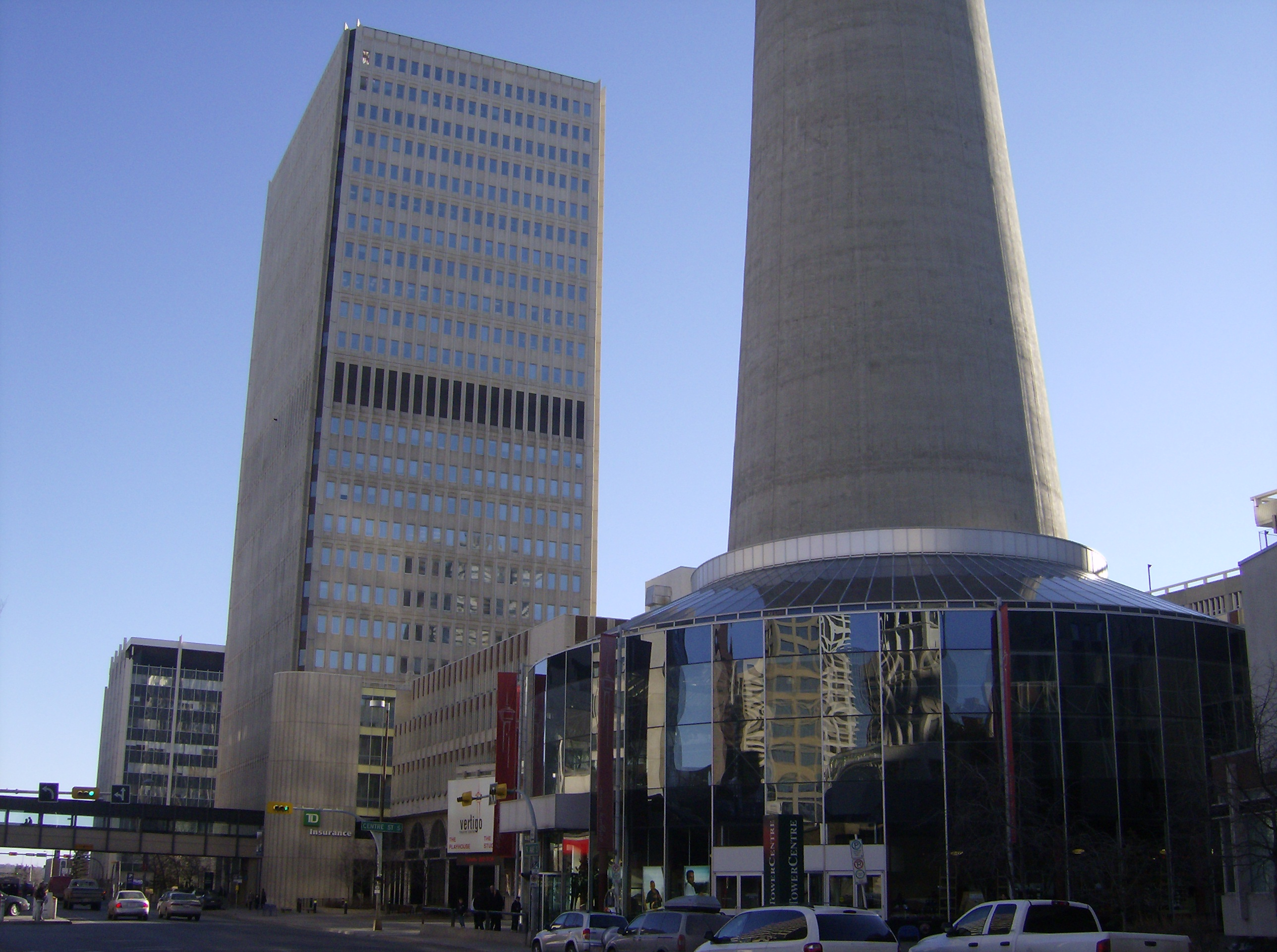
원 팰리서 스퀘어
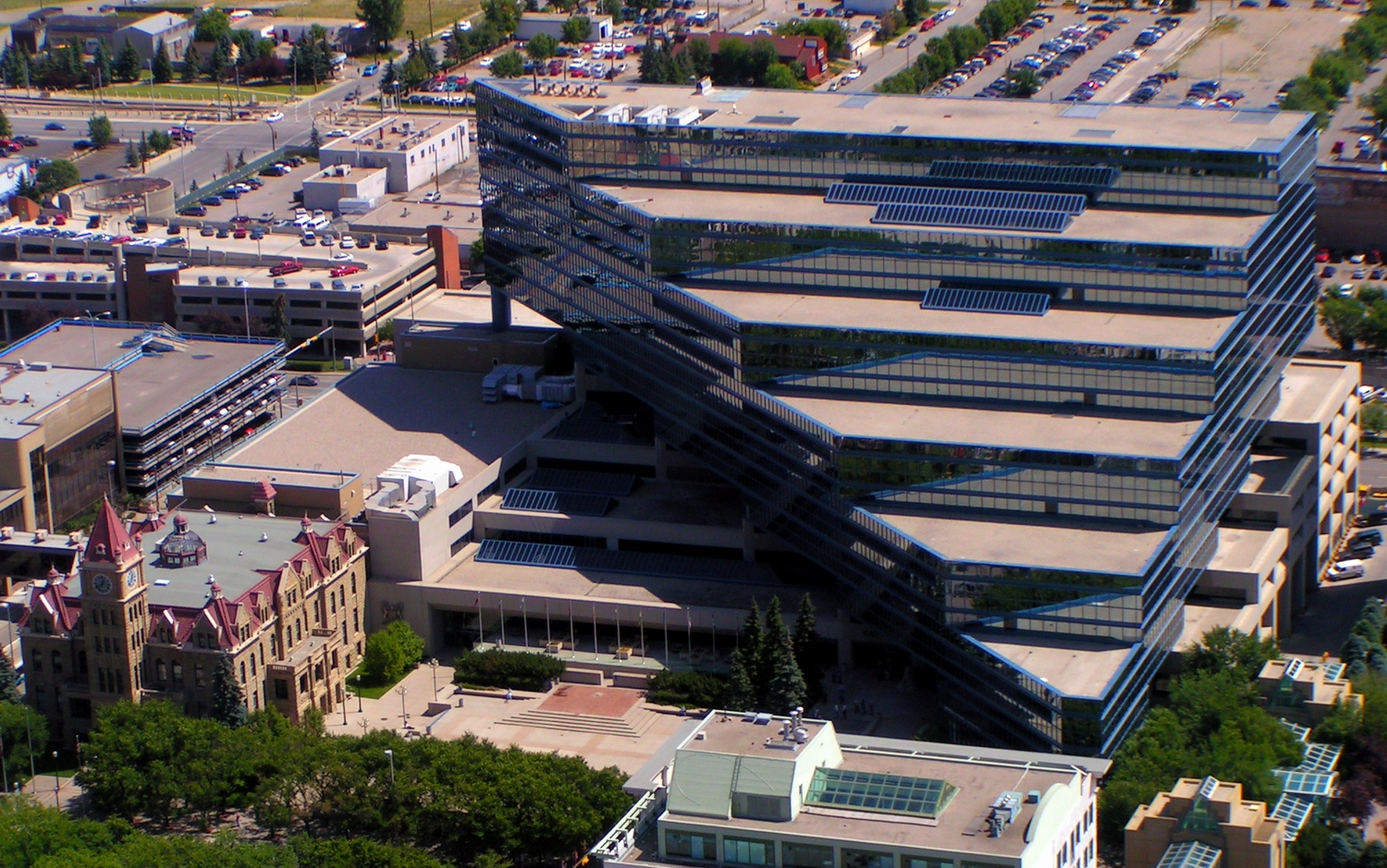
캘거리 시립 빌딩
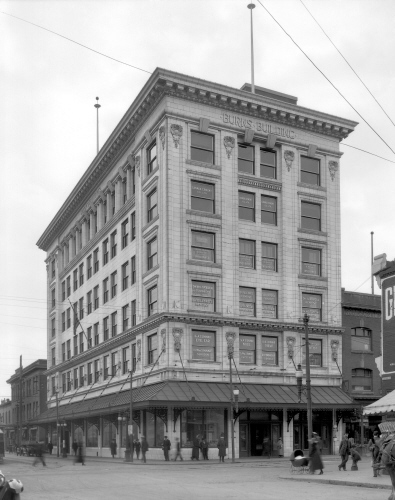
번즈 빌딩

## 같이 보기
- 캘거리의 명소와 명소 목록
- 캐나다의 마천루 목록
- 캐나다건축센터
- 건축사역사학회
- 캐나다의 건축